# Tanjung Harapan (Sungai Bahar)
Tanjung Harapan is een bestuurslaag in het regentschap Muaro Jambi van de provincie Jambi, Indonesië. Tanjung Harapan telt 1755 inwoners (volkstelling 2010).